# The Gloup

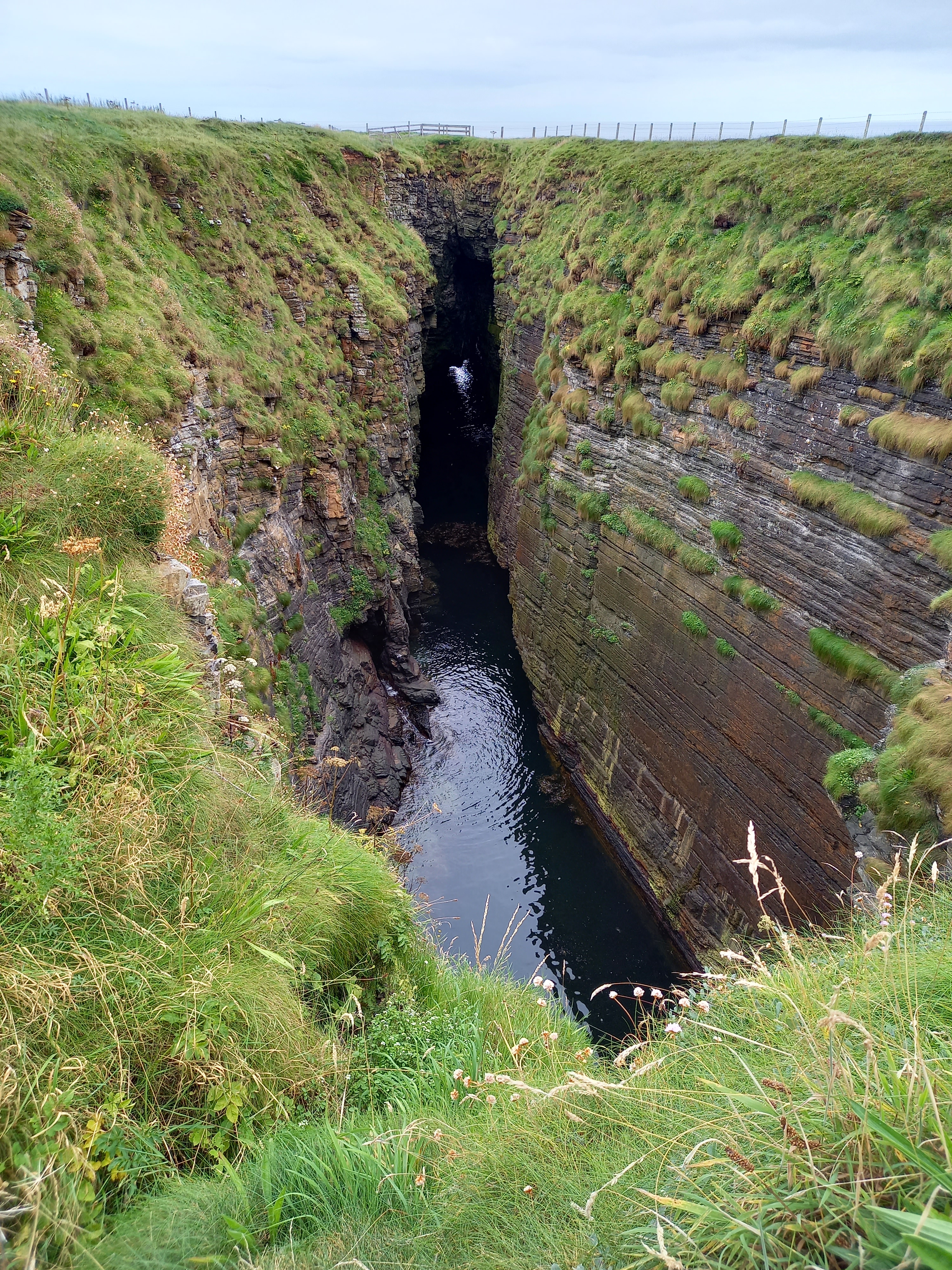
The Gloup im Sommer 2022

The Gloup ist eine eingestürzte Meereshöhle auf den zu Schottland gehörenden Orkney-Inseln. Sie liegt im Naturschutzgebiet Mull Head auf der Halbinsel Deerness, ganz im Osten von Mainland, der Hauptinsel der Orkneys.
Die Höhle ist sowohl von Land als auch vom Meer aus erreichbar. Sie zeigt sich dem Wanderer als ein Krater von etwa 70 Metern Länge und maximal 20 Meter Breite, der ungefähr 25 Meter senkrecht nach unten abfällt. Der Krater liegt etwa 120 Meter von der Küstenlinie entfernt und ist unterirdisch mit dem Meer verbunden. The Gloup ist über einen Trampelpfad vom Mull Head Visitor Center aus problemlos zu Fuß zu erreichen. Ein Abstieg ist jedoch nicht möglich.
Vom Meer kommend ist The Gloup eine Küstenhöhle, die mit einem kleinen Boot oder einem Jetski auch befahren werden kann. Wer vom Meer aus einfährt, gelangt zunächst in eine enge, circa 70 Meter scharf in die Küstenlinie eingeschnittene Bucht. Auf diese folgt der unterirdische Teil, der sich nach circa 50 Meter zum oben beschriebenen Krater öffnet.
Der Name The Gloup ist abgeleitet aus dem altnordischen Wort gluppa, was so viel wie ‚Abgrund‘ bedeutet.